# Quetomorfa
Chaetomorpha és un gènere d'algues verdes, adscrites a la família Caldophoraceae. Aquest gènere és molt comú en aquaris d'aficionats de l'aquariofília marina perquè pot ser utilitzat per a l'eliminació de nutrients com ara els nitrats. Els aquaristes utilitzen aquesta alga, de vegades amb altres gèneres, a refugis de l'aquari. Una vegada que hi ha crescut prou i, per tant, ha eliminat de l'aigua prou quantitat de nitrats, es lleva una part de la planta per tirar-la com brossa o bé per donar-se'l a un altre aficionat dels aquaris. El gènere Chaetomorpha és preferit a altres gèneres de macroalgues com ara Caulerpa perquè no es propaga tant amb reproducció asexual, també perquè és molt fàcil eliminar-la, ja que no creix fixant-se a roques ni al substrat, si no que creix flotant a l'aigua.

## Taxonomia
- Chaetomorpha moniligera
- Chaetomorpha sp. WC
- Chaetomorpha antennina
- Chaetomorpha crassa
- Chaetomorpha linum
- Chaetomorpha okamurae
- Chaetomorpha aerea
- Chaetomorpha brachygona
- Chaetomorpha spiralis